# GRID Grafisch Museum Groningen
GRID Grafisch Museum Groningen is een museum in de Nederlandse stad Groningen dat gewijd is aan het grafische ambacht en de grafische kunst. Ook organiseert het exposities van grafische kunstenaars en cursussen voor grafische technieken. Het was tot begin 2015 gevestigd in de Rivierenbuurt, nabij het Groninger hoofdstation. Sinds 2015 bevond het museum zich aan de Sint Jansstraat, naast de Martinikerk en de Grote Markt, met uitzicht op Forum Groningen. Het fysieke museum is sinds 19 december 2022 voorlopig gesloten voor publiek.

## Geschiedenis

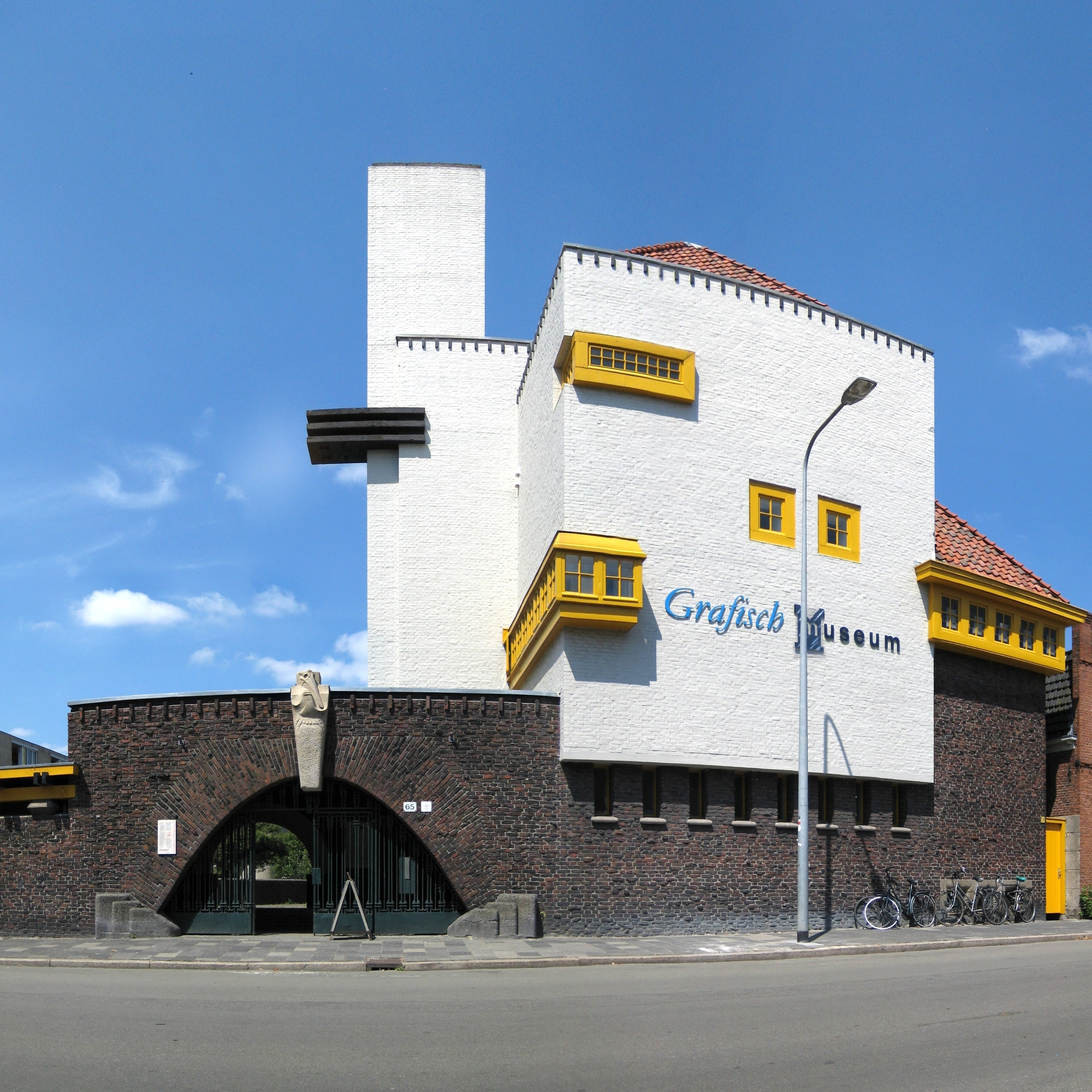
Het oude pand van het museum aan de Rabenhauptstraat in 2009

### Ontstaan
Het oorspronkelijke Grafisch Museum Groningen kwam voort uit de Groninger Vereniging tot Behoud van Grafische Machines. Deze organisatie spande zich in voor het behoud van de drukapparatuur en het vakmanschap die verloren dreigden te gaan als gevolg van technische ontwikkelingen in de grafische industrie in de jaren 50 en 60 van de twintigste eeuw. Allerlei drukmachines werden daartoe her en der in Groningen en omgeving opgeslagen.
In 1983 besloot een aantal geïnteresseerden de vereniging om te zetten in een stichting, die tot doel kreeg een grafisch museum op te richten en in stand te houden. De gemeente Groningen stelde daartoe de voormalige Rabenhauptschool uit 1929 aan de Rabenhauptstraat beschikbaar. Het pand werd in 1989 voor de symbolische prijs van één gulden van de gemeente gekocht. Daarna werden zowel de inrichting als het exterieur van het pand opgeknapt. Het Grafisch Museum werd in januari 1991 officieel geopend.
In 1993 werd de zolder van het oude pand verbouwd tot Werkman-atelier, waar aan de hand van voorbeelden met oorspronkelijk materiaal de totstandkoming wordt gedemonstreerd van de zelfbedachte technieken van de Groninger graficus Hendrik Werkman (1882-1945). In de ruimte waren verschillende ter plekke geproduceerde reproducties van zijn druksels (zoals hij ze zelf noemde) te bezichtigen. Ook werden er cursussen Werkmantechnieken gegeven.

### Naamswijziging en verhuizing
In november 2012 wijzigde het museum zijn naam in GR-ID: Museum voor het realiseren van grafische ideeën, waarbij de letters staan voor "GRafische IDeeën en GRoninger IDentiteit". Dit gebeurde in het kader van een plan om "in de komende twee jaar een geheel vernieuwd museum te realiseren waarin thema's als letter en beeld centraal staan en waar experiment, activiteit en vernieuwing de boventoon voeren". Drie jaar later werd besloten om dit vernieuwde museum te verhuizen naar de Groninger binnenstad, naast de Martinikerk. De naam van het museum werd opnieuw gewijzigd, in GRID Grafisch Museum Groningen. De hoop was om het aantal bezoekers te doen stijgen van ongeveer 4 à 5000 per jaar aan de Rabenhauptstraat naar het drievoudige in het centrum van Groningen. De verhuizing werd mede ingegeven door een teruglopend aantal bezoekers. Zo bezochten in 2011 nog 7000 mensen het museum. Sinds de verhuizing trok het museum 1000 bezoekers per maand.

### Tijdelijke sluiting
Het museum is vanaf 19 december 2022 tijdelijk gesloten. Het pand aan de Sint Jansstraat wordt verbouwd en krijgt mogelijk een nieuwe bestemming. Tot het museum een nieuwe locatie heeft gevonden wordt de collectie opgeslagen in de oude brandweerkazerne in Haren. Met een klein mobiel museum wordt een tournee gemaakt langs scholen, wijken en instellingen. Ook organiseert het museum exposities op locatie.

## Collectie
In het museum werd aan de hand van diverse machines een beeld gegeven van de geschiedenis van de bedrijfstak en "de geschiedenis van het gedrukte woord van Laurens Janszoon Coster tot Apple Macintosh". De aanwezige apparatuur werd door vakmensen gedemonstreerd. Verder werd onder andere informatie gegeven over allerlei druktechnieken, zoals vlakdruk en diepdruk. Ook aan boekbinden werd aandacht besteed.